# Stenopteron
Stenopteron is een geslacht van vlinders uit de familie van de Tortricidae (Bladrollers). Het geslacht werd voor het eerst wetenschappelijk beschreven door Józef Razowski in 1989.

## Soorten
Het genus bevat de volgende soort:

- Stenopteron stenoptera (Filipjev, 1962)